# زنگ خاموش
«زنگ خاموش» ترانه‌ای از هنرمند اهل ایالات متحده آمریکا از بیانسه است.
این ترانه در چارت‌های جزو ده ترانه اول قرار گرفت.